# یفرن
یفرن (به عربی: یفرن) یک منطقهٔ مسکونی در لیبی است که در استان جبل غربی واقع شده‌است. یفرن ۵۴٬۵۷۳ نفر جمعیت دارد و ۶۷۸ متر بالاتر از سطح دریا واقع شده‌است.